# Varva (huyện)
Huyện Varva (tiếng Ukraina: Варвинський район, chuyển tự: Varvas'kyi raion) là một huyện của tỉnh Chernihiv thuộc Ukraina. Huyện Varva có diện tích 590 km², dân số theo điều tra dân số ngày 5 tháng 12 năm 2001 là 20005 người với mật độ 34 người/km2. Trung tâm huyện nằm ở Varva.